# Westmount—Ville-Marie
Pour les articles homonymes, voir Westmount (homonymie) et Ville-Marie.
Westmount—Ville-Marie était une circonscription électorale fédérale du Canada sur l'île de Montréal au Québec.
Elle contenait la ville de Westmount et une partie des arrondissements de Ville-Marie et de Côte-des-Neiges–Notre-Dame-de-Grâce de la ville de Montréal.
Les circonscriptions limitrophes étaient Mont-Royal, Outremont, Laurier—Sainte-Marie, Jeanne-Le Ber, LaSalle—Émard et Notre-Dame-de-Grâce—Lachine.
Elle possédait une population de 97 226 dont 77 486 électeurs sur une superficie de 16 km2.

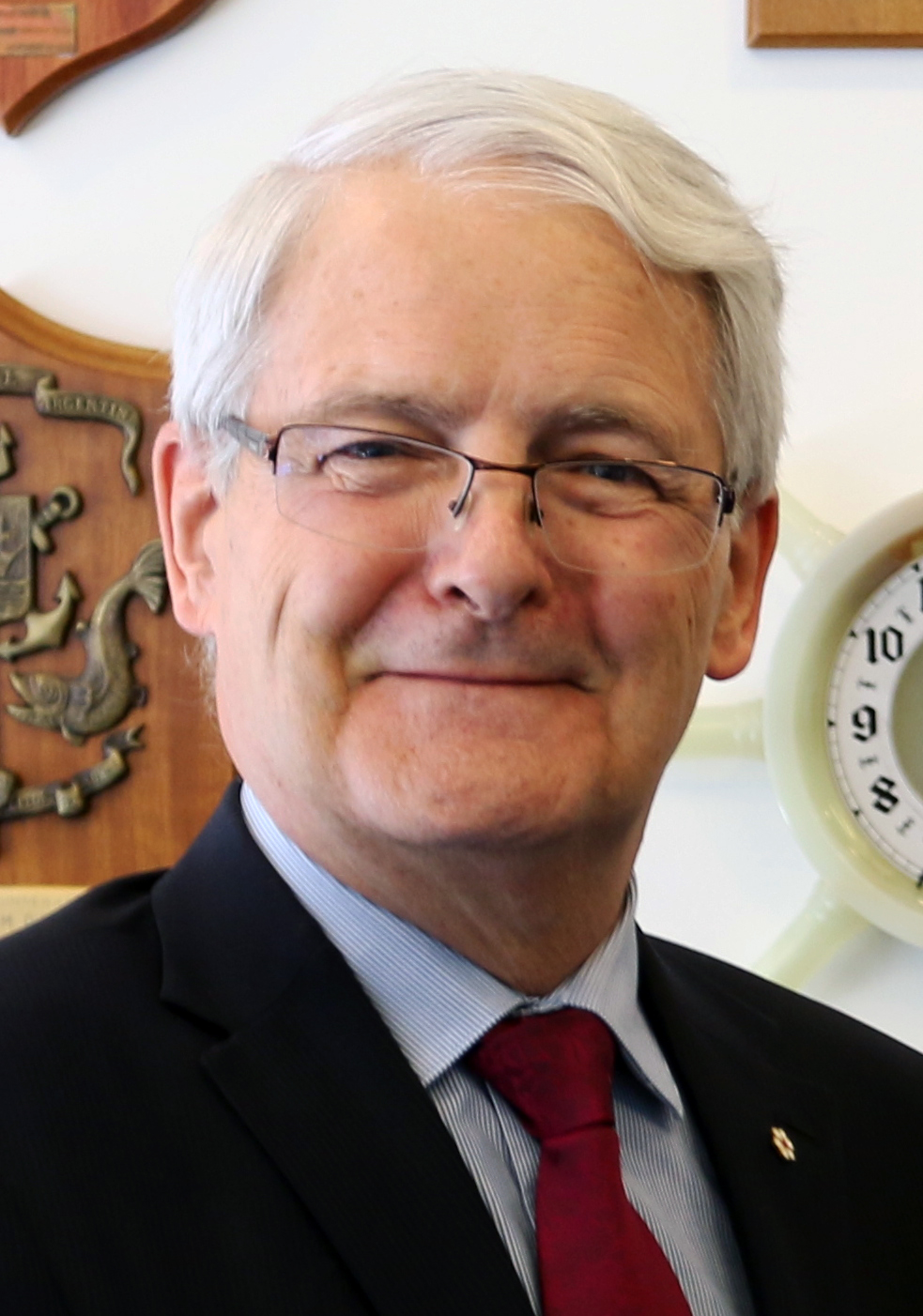
Marc Garneau

## Historique
La circonscription fut créée en 1996 avec des parties des circonscriptions de Notre-Dame-de-Grâce et Saint-Henri—Westmount. Abolie lors du redécoupage de 2012, elle fut redistribuée parmi Notre-Dame-de-Grâce—Westmount et Ville-Marie—Le Sud-Ouest—Île-des-Sœurs.
| Législature                                                                            | Années    | Député | Député             | Parti   |
| -------------------------------------------------------------------------------------- | --------- | ------ | ------------------ | ------- |
| Westmount—Ville-Marie issue de Notre-Dame-de-Grâce et Saint-Henri—Westmount            |           |        |                    |         |
| 36e                                                                                    | 1997–2000 |        | Lucienne Robillard | Libéral |
| 37e                                                                                    | 2000–2004 |        | Lucienne Robillard | Libéral |
| 38e                                                                                    | 2004–2006 |        | Lucienne Robillard | Libéral |
| 39e                                                                                    | 2006–2008 |        | Lucienne Robillard | Libéral |
| 40e                                                                                    | 2008–2011 |        | Marc Garneau       | Libéral |
| 41e                                                                                    | 2011–2015 |        | Marc Garneau       | Libéral |
| Dissoute parmi Notre-Dame-de-Grâce—Westmount et Ville-Marie—Le Sud-Ouest—Île-des-Sœurs |           |        |                    |         |

## Résultats électoraux
Pour des raisons techniques, il est temporairement impossible d'afficher le graphique qui aurait dû être présenté ici.

|       | Candidat            | Parti            | # de voix | % des voix |
|       | Neil Drabkin        | Conservateur     | +07 218,  | 17,49 %    |
|       | Véronique Roy       | Bloc québécois   | +02 278,  | 5,52 %     |
|       | (x) Marc Garneau    | Libéral          | +15 346,  | 37,18 %    |
|       | Joanne Corbeil      | NPD              | +14 704,  | 35,62 %    |
|       | Andrew Carkner      | Vert             | +01 516,  | 3,67 %     |
|       | Bill Sloan          | Communiste       | +00073,   | 0,18 %     |
|       | Victoria Haliburton | Parti Rhinocéros | +00140,   | 0,34 %     |
| Total | Total               | Total            | 41 275    | 100 %      |

|       | Candidat              | Parti              | # de voix | % des voix |
|       | Guy Dufort            | Conservateur       | +06 139,  | 15,81 %    |
|       | Charles Larivée       | Bloc québécois     | +02 818,  | 7,26 %     |
|       | Marc Garneau          | Libéral            | +18 041,  | 46,47 %    |
|       | Anne Lagacé Dowson    | NPD                | +08 904,  | 22,93 %    |
|       | Claude William Genest | Vert               | +02 733,  | 7,04 %     |
|       | Bill Sloan            | Communiste         | +00034,   | 0,09 %     |
|       | Judith Vienneau       | neorhino.ca        | +00062,   | 0,16 %     |
|       | Linda Sullivan        | Marxiste-léniniste | +00049,   | 0,13 %     |
|       | David Sommer Rovins   | Indépendant        | +00047,   | 0,12 %     |
| Total | Total                 | Total              | 38 827    | 100 %      |

|                         | Nom                          | Parti politique         | Voix   | %       | Majorité |
| ----------------------- | ---------------------------- | ----------------------- | ------ | ------- | -------- |
|                         | Lucienne Robillard (sortant) | Libéral                 | 18 884 | 45,68 % | 11 589   |
|                         | Louise O'Sullivan            | Conservateur            | 7 295  | 17,65 % |          |
|                         | Eric Wilson Steedman         | NPD                     | 6 356  | 15,37 % |          |
|                         | Sophie Fréchette             | Bloc québécois          | 5 191  | 12,56 % |          |
|                         | Julie Sabourin               | Vert                    | 3 451  | 8,35 %  |          |
|                         | Serge Lachapelle             | Marxiste-léniniste      | 94     | 0,23 %  |          |
|                         | Bill Sloan                   | Parti communiste        | 69     | 0,17 %  |          |
| Total des votes valides | Total des votes valides      | Total des votes valides | 41 340 | 100 %   |          |

|                         | Nom                          | Parti politique         | Voix   | %       | Majorité |
| ----------------------- | ---------------------------- | ----------------------- | ------ | ------- | -------- |
|                         | Lucienne Robillard (sortant) | Libéral                 | 22 337 | 55,84 % | 16 415   |
|                         | Louis La Rochelle            | Bloc québécois          | 5 922  | 14,81 % |          |
|                         | Eric Wilson Steedman         | NPD                     | 4 795  | 11,99 % |          |
|                         | Robert Gervais               | Conservateur            | 4 027  | 10,07 % |          |
|                         | Brian Sarwer-Foner           | Vert                    | 2 419  | 6,05 %  |          |
|                         | David John Proctor           | Parti marijuana         | 396    | 0,99 %  |          |
|                         | Serge Lachapelle             | Marxiste-léniniste      | 103    | 0,26 %  |          |
| Total des votes valides | Total des votes valides      | Total des votes valides | 39 999 | 100 %   |          |

|                         | Nom                          | Parti politique         | Voix   | %       | Majorité |
| ----------------------- | ---------------------------- | ----------------------- | ------ | ------- | -------- |
|                         | Lucienne Robillard (sortant) | Libéral                 | 23 093 | 60,19 % | 18 496   |
|                         | Bryan Price                  | P.-C.                   | 4 597  | 11,98 % |          |
|                         | Marcela Valdivia             | Bloc québécois          | 4 110  | 10,71 % |          |
|                         | Willy Blomme                 | NPD                     | 1 990  | 5,19 %  |          |
|                         | Felix Cotte                  | Alliance canadienne     | 1 697  | 4,42 %  |          |
|                         | Brian Sarwer-Foner           | Vert                    | 1 245  | 3,25 %  |          |
|                         | Michel Laporte               | Indépendant             | 694    | 1,81 %  |          |
|                         | Patrice Caron                | Parti marijuana         | 692    | 1,8 %   |          |
|                         | Saroj Bains                  | Marxiste-léniniste      | 150    | 0,39 %  |          |
|                         | Allen Faguy                  | Loi naturelle (en)      | 96     | 0,25 %  |          |
| Total des votes valides | Total des votes valides      | Total des votes valides | 38 364 | 100 %   |          |

|                          | Nom                      | Parti politique          | Voix   | %       | Majorité |
| ------------------------ | ------------------------ | ------------------------ | ------ | ------- | -------- |
|                          | Lucienne Robillard       | Libéral                  | 26 972 | 60,1 %  | 19 170   |
|                          | Tom Davis                | P.-C.                    | 7 802  | 17,39 % |          |
|                          | Bernard Guité            | Bloc québécois           | 5 078  | 11,32 % |          |
|                          | Chris Carter             | NPD                      | 2 566  | 5,72 %  |          |
|                          | Roopnarine Singh         | Indépendant              | 1 328  | 2,96 %  |          |
|                          | Brian Sarwer-Foner       | Vert                     | 751    | 1,67 %  |          |
|                          | Allen Faguy              | Loi naturelle (en)       | 212    | 0,47 %  |          |
|                          | Normand Chouinard        | Marxiste-léniniste       | 166    | 0,37 %  |          |
| Total des votes valides  | Total des votes valides  | Total des votes valides  | 44 875 | 98,75 % |          |
| Total des votes rejetés  | Total des votes rejetés  | Total des votes rejetés  | 569    | 1,25 %  |          |
| Total des votes exprimés | Total des votes exprimés | Total des votes exprimés | 45 444 | 70,69 % |          |
| Électeurs inscrits       | Électeurs inscrits       | Électeurs inscrits       | 64 289 |         |          |